# Keevil
Keevil – wieś w Anglii, w hrabstwie Wiltshire. Leży 37 km na północny zachód od miasta Salisbury i 140 km na zachód od Londynu. W 2001 miejscowość liczyła 432 mieszkańców.